# Tratado de Constantinopla (1724)
El Tratado de Constantinopla, Tratado ruso-otomano o Tratado de Partición de Persia fue un acuerdo firmado entre el Imperio otomano y el Imperio ruso en 1724, por el cual se dividieron entre ambos grandes porciones del territorio de Persia.
Los rusos y los otomanos estaban enzarzados en una carrera para ocupar más territorios persas y estaban a punto de entablar una guerra sobre la ocupación de Ganja cuando Francia intervino. Con Francia como intermediario, los dos gobiernos firmaron un tratado en Constantinopla el 12 de junio de 1724, por el cual se dividieron entre ambos una parte importante de Persia. Por tanto, el territorio ubicado al este de la conjunción de los ríos Kurosh (Kur) y Aras fueron cedidos a los rusos y el territorio al oeste correspondió a los otomanos.